# Aquells dies feliços
Aquells dies feliços (títol original en francès: Nos jours heureux) és una pel·lícula francesa còmica de 2006 dirigida per Olivier Nakache i Éric Toledano. És una adaptació del curtmetratge Aquests dies feliços, dels mateixos directors. Ha estat doblada al català.

## Argument
L'estiu de 1992, Vincent Rousseau dirigeix per primera vegada una colònia de vacances i es troba ràpidament enfrontat a les dificultats que suposa aquesta feina: nens indisciplinats, animadors no sempre molt professionals, activitats per organitzar, la visita de Joventut i Esport, la gestió dels menús i molts altres problemes, que faran que les colònies no tinguin lloc com estava previst.

## Repartiment
- Jean-Paul Rouve: Vincent Rousseau, el director de la colònia
- Marilou Berry: Nadine, una animadora
- Omar Sy: Joseph, un animador
- Lannick Gautry: Daniel, director-adjunt
- Julie Fournier: Lisa, una nova animadora
- Joséphine de Meaux: Caroline, la presentadora depressiva
- Guillaume Cyr: Truman, el presentador quebequès
- Jacques Boudet: Albert, el pare de Vincent
- Jean Benguigui: Mimoun, el cuiner
- Catherine Hosmalin: Christine, la intendenta

### Els nens
- Arthur Mazet: Guillaume Joyadet
- Jérémy Denisty: Timoty, el corresponsal belga de Guillaume
- Arthur De Donno: Steve
- Yannis Belal: Youssef Gedaoui
- Johanna Ansart: Léa
- Ilona Bachelier: Charlotte
- Cindy Colpaert: Camille
- Martin Jobert: Benoît Pichavent
- Adèle Briche: Una de les nenes de la colònia
- Nicolas Samolyk: Un dels nens de la colònia
- Marcus Vigneron-Coudray: Un dels nens de la colònia

### Els altres
- Joël Pyrène: Aquil·les, el conductor de bus
- Lise Lamétrie: Monique Vannier, la inspectora de Joventut i Esport
- Jean-Yves Roan: Gilbert Michaud, l'inspector de Joventut i Esport
- Lionel Abelanski: El conductor del tren
- Charlotte Ledoux: Monitrice d'equitació
- Jean-Michel Lahmi: Dr. Pierre-Emmanuel Pichavent
- Idit Cebula: Sra. Marciano, la mare de Steve
- Michel Winogradoff: M. Joyadet, el pare de Guillaume
- Josette Ménard: Sra. Joyadet, la mare de Guillaume
- Farida Ouchani: Sra. Gedaoui, la mare de Youssef
- Serge Pierre-Gaudou: la guia del museu de la Charentaise
- Eric Toledano: El pizzer
- Jean-Pierre Mesnard: Un gendarme
- Pascal Guérin: Un gendarme
- Yvon Martin: El bomber
- François Toumarkine: El metge
- Olivier Nakache: El segon metge
- Olivier Rosenberg: Un presentador

## Banda original
- Home: Michael Robinson & Slim Pezin
- There's Magic Everywhere: Freddy Meyer
- Happy Song - Slim Pezin
- I Wanna Be Where You Are: Michael Jackson
- Long Train Runnin': The Doobie Brothers
- Never Even Thought - Murray Head
- A la Ouhida: Samy El Maghribi
- The Boss: The Braxtons
- I'm Falling for You: Anika Peress
- Food for Thought: UB40
- When the Saints Go Marching In: Marilou Berry

## Producció

### Gènesi del film
Font.
Éric Toledano i Olivier Nakache han estat animadors en colònies de vacances a la seva joventut i s'hi han trobat en aquesta ocasió. Afeccionats de cinema, han esdevingut directors. Després d'alguns curts, han sentit les ganes de compartir la seva experiència i el seu record de les colònies. Un primer assaig titulat Aquests dies feliços és rodat l'any 2001 amb actors com Lorànt Deutsch, Omar Sy i Fred Testot. Cinc anys més tard, aquest curt dona lloc a una adaptació com a llargmetratge, amb un títol lleugerament modificat tant per adonar de la multiplicitat dels personatges que el film segueix com per evitar una eventual confusió homofònica regularment comprovada pels directors amb l'expressió « estades felices ». S'hi troba Omar Sy i Catherine Hosmalin, aquesta vegades envoltats per Jean-Paul Rouve i Marilou Berry. Aproximadament 70 nens han participat en el rodatge del film El rodatge ha durat deu setmanes

### Rodatge
La colònia va al castell de la Couronne, al municipi de Marton, al departament de la Charente. Els directors hi havien animat una colònia una desena d'anys abans. L'escena de la tornada d'Albert, pare de Vincent Rousseau té lloc a l'estació de la Rochefoucauld, el nom de la qual és explícitament visible en les seqüències en qüestió. Altres escenes han estat igualment rodades en els municipis de Sodac i Varanha a la Dordonya.

### Premis i nominacions
- Festival internacional del film de comèdia de la Alpe d'Huez 2006:
  - Premi del públic
  - Premi del jurat joves
  - Premi de la millor actriu per a Joséphine de Meaux
- City of Lights, City of Angels 2006: 
  - Premi del públic
- NRJ Ciné Awards 2007:
  - Millor djeun's que debuta per a Omar Sy